# Античко право
Античко грчко право састоји се од права и правних институција старе Грчке .
Постојање одређених општих начела права подразумева обичај решавања разлике између две грчке државе, или између чланова једне државе, прибегавањем спољашњој арбитражи. Опште јединство грчког права приказује се углавном у наследном праву, у законима о трговини и уговорима и у јавношћу којој се униформно подлежу правни споразуми. 
Иако се старији облици могу проучавати по законицима Гортина, утицај се може приметити у правним документима сачуваним на египатским папирусима и може се препознати као конзистентна целина у својим крајњим односима са римским правом у источним провинцијама римске империје, са ученицима из дисциплине упоредног права упоређују грчко право и са римским правом, и са примитивним институцијама германских народа . 

## Историјски извори
Не постоји систематска збирка грчког права, сва сазнања о њиховим најранијим појмовима су изведена из хомерских песама. Дело Теофраста 'О праву' садржи рекапитулацију права разних варварских и грчких држава, али је остало само неколико његових фрагмената. 

### Атина
Случајне илустрације атинског права налазе се у Платоновим законима, који га описује без утицаја на његову стварну праксу.  Аристотел је критиковао Платонове законе у својој политици, у којима осврће на рад раних грчких законодаваца. Трактат о Атинском уставу укључује приказ надлежности различитих јавних функционера и механике судских права чиме омогућава историчарима да се огласе о сведочењу граматичара, који су своје податке извукли из те трактате . 
Други докази за древно атинско право долазе из изјава које су изнете у постојећим говорима атинских говорника и из преживелих натписа. 

## Процедурално право

### Атина
Историчари сматрају да је древно атинско право широко процедурално и да се бави правдом, а не супстанцом .  Атинско право се обично пише у облику по којем ако је учињено кривично дело, починитељ ће бити кажњен у складу са наведеним законом  па су они више одредиви за правне радње које би требало да предузме тужилац, него за строго дефинисање која дела су кривично гоњена.  То би често резултирало тиме да пороте морају одлучивати да ли је дело које је почињено заправо кршење права. 

## Развој старогрчког права
Најраније грчко право које је преживело је запис из Дероса, закон из седмог века пре нове ере који се односи на улогу космоса .  Овај и други рани закони (попут оних који су преживели само у фрагментарном облику из Тиринта ) примарно се не тичу регулисања људског понашања, већ регулисања моћи унутар заједнице.  Ово право су вероватно успоставиле елите да би контролисале расподелу моћи међу собом. 
Један од најранијих догађаја у атинској историји је стварање Драконских закона, 620. п. н. е. О Дракону и кодексу знамо мало, с тим да је једини закон познат по томе што је преживео Солонове реформе] . Чини се да је закон разликовао предумишљено и нехотично убиство и предвиђао је помирење убице са породицом мртвог човека. Закон о убиствима Дракона био је на снази још у четвртом веку. Иако је остатак кода непознат, по атинској традицији познато је да је био веома оштар.
Атинске законе које је изнео Дракон у потпуности је реформисао Солон, који је био архонт Атине 593. п. н. е. Солонове реформе укључивале су укидање дугова и реформе власништва над земљом, као и укидање ропства онима који су рођени Атињани.  Међутим, приписати посебне правне иновације и реформе Солону и његовим наследницима је доиста тешко јер је у древној Атини постојала тенденција да се право приписује Солону без обзира на датум доношења. 

## Судови и правосудни систем
Упоредо са службеном применом праба на судовима у грчким државама, правду и социјалну кохезију друштво је колективно спроводило  са неформалном колективном правдом која је често циљана на елитне преступнике.
Древни грчки судови били су јефтини и њима су управљали лаици. Судски службеници су плаћени мало, ако уопште, а већина суђења је окончана у року од једног дана, док су се приватни случајеви су се одвијали још брже. Није било судских званичника, адвоката и званичних судија. Уобичајени случај састојао се од две парнице које су утврђибале да ли је учињено незаконито дело. Порота ће одлучити да ли је оптужени крив, а ако је крив, каква ће бити казна. На атинским судовима пороту је обично чинио обичан народ, док су парнице углавном из горњих слојева друштва.
У атинском правном систему судови су више посматрани као систем за решавање спорова и решавање аргумената, него као примена кохерентног система правила, права и обавеза. Суд у Пританеиону био је одговоран за суђење случајним становницима, животињама и неживим предметима за убиства, а претпоставља се да је то било у циљу да се Атина ослободи крвне кривице за злочин.
Атинским судским системом доминирали су мушкарци. Порота је била сачињена искључибо од мушкараца а тврди се да атински суд није био спреман да дозволи било какво присуство жена у грађанском простору самог суда.

#### Јавни и приватни случајеви
У древној Атини постојале су две врсте тужби. Јавно тужилаштво или графаи саслушавали су пороте од 501 или више, повећавајући се за по 500 поротника, док су приватна тужба или дикаи саслушала 201 или 401 поротника, у зависности од количине новца у питању.  Пороте су сачињавали мушкарци изабрани из панела од 6 000 добровољаца, који су бирани годишње и морали су да буду пуноправни грађани, старији од 30 година.  Пороти је плаћана мала накнада од времена Перикла, што је можда довело до несразмерног броја сиромашних и старијих грађана који су чинили пороту. 

## Ораториј
У атинском правном систему није било професионалних правника, мада су познати говорници попут Демостена састављали говоре који су извођени од стране или у име других. Ови говорници описани су као најближи функцији модерног правника колико је то било могуће у атинском правном систему.
Тврди се да су реторичке и перформативне карактеристике које су очигледне у преживелим судским говорима у класичном атинском праву доказ да су атинска суђења у основи реторичка борба која углавном није заокупљена строгом применом права.  Такође се тврди да су говорници који су стастављали причу играли много значајнију улогу у атинским судским предметима од оних из савременог доба, због недостатка савремених форензичких и истражних техника које би могле пружити друге изворе доказа у атинској судници. 